# Al diavolo il paradiso
Al diavolo il paradiso  (Checking Out) è un  film del 1989 diretto da David Leland.

## Trama
Ray è un tipo ipocondriaco, guarirà da questa sua fissazione solo quando verrà colpito da un vero attacco di appendicite.